# 庫辛丘托山
18°6′50″S 68°19′7″W / 18.11389°S 68.31861°W
庫辛丘托山（Kusin Ch'utu），是玻利維亞的山峰，位於該國奧魯羅省的薩亞馬省，處於卡帕哈山、亞雷塔尼山和基姆薩查塔山東北面，屬於安第斯山脈的一部分，海拔高度5,020米。